# Derarimus kurbatovi
Derarimus kurbatovi es una especie de coleóptero de la familia Anthicidae.

## Distribución geográfica
Habita en Hubei.